# Giovanni Battista Lama
Giovanni Battista Lama (1673 – 1748) è stato un pittore italiano attivo principalmente a Napoli e appartenente al periodo barocco.

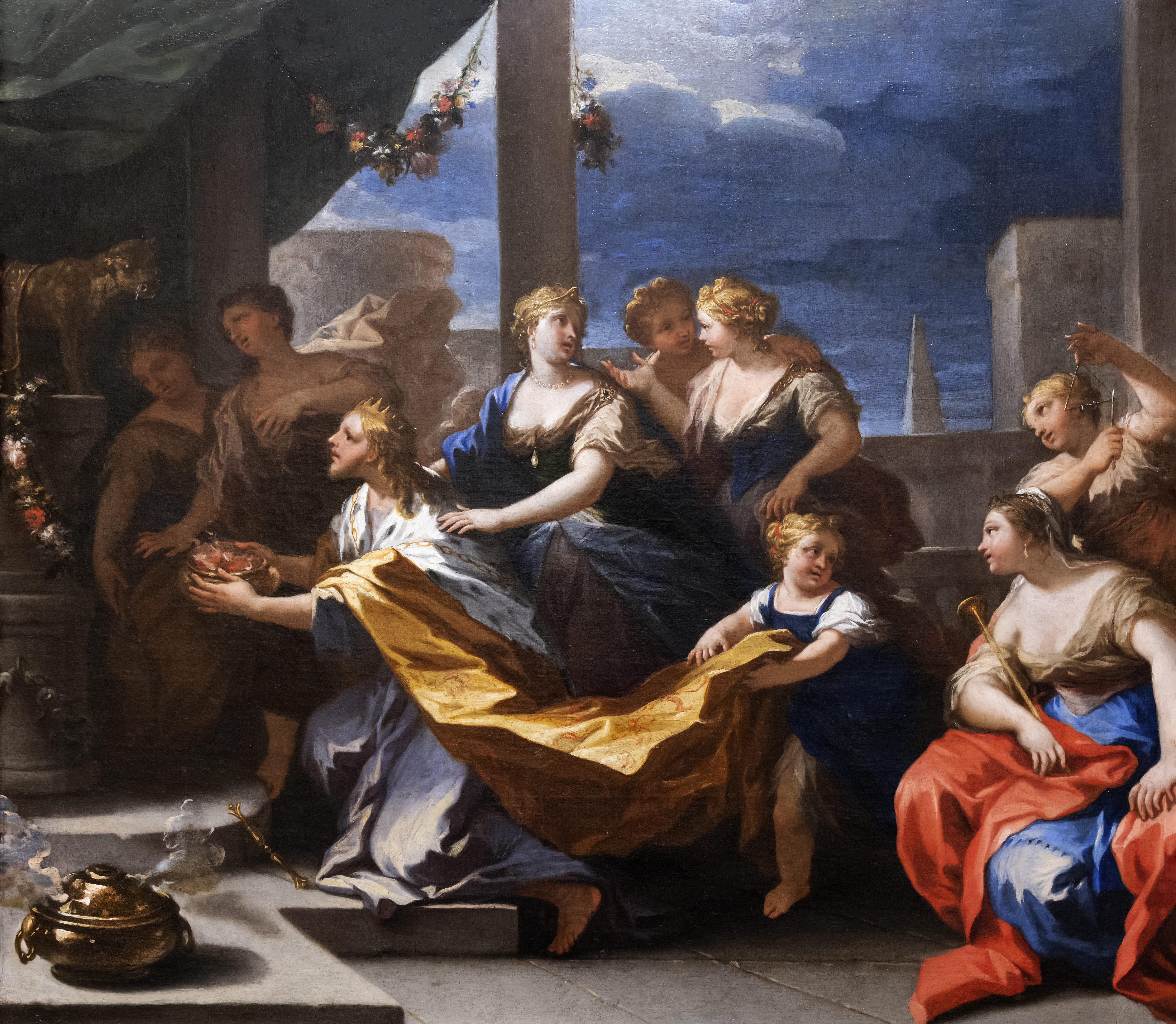
Salomone fa un sacrificio agli idoli Musée des Beaux-Arts d'Agen

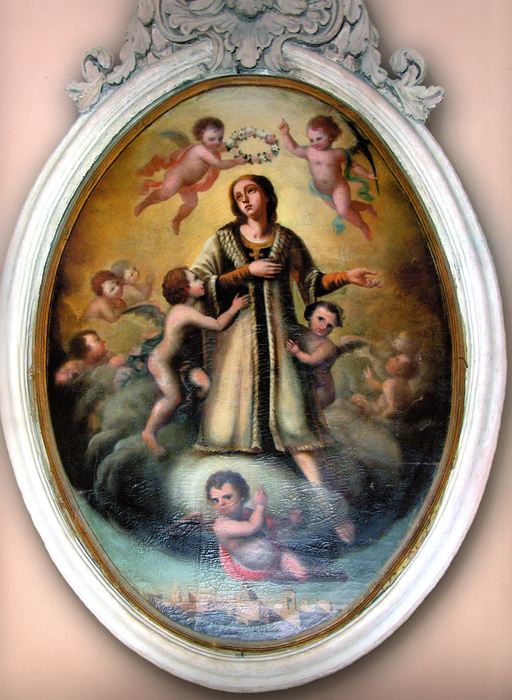
Alliste, Chiesa di San Quintino

Fu uno degli allievi più talentuosi di Luca Giordano e pittore di fiducia della famiglia Brancaccio.
A Napoli le chiese che contengono sue opere sono: Sant'Angelo a Nilo, San Nicola alla Carità,  Santa Maria del Parto, Santa Maria della Pazienza, Sant'Anna dei Lombardi, l'Ascensione a Chiaia,  Santa Marta e San Giovanni Battista a Marianella.
Alcune sue opere si trovano anche in monasteri e chiese di importanti centri del Meridione, come Lecce, Bari, Aversa e Sorrento. Presso la chiesa di Sant'Agostino a Chieti si conserva una sua tela del Transito di san Giuseppe.
Spesso viene confuso con Giovanni Bernardo Lama (1508), pittore e napoletano anch'esso.